# Maria Grazia Buccella
Maria Grazia Buccella (* 15. August 1940 in Mailand) ist eine italienische Schauspielerin.

## Leben
Buccella wirkte bereits im Alter von elf Jahren in ihrem ersten Film mit. Als 17-Jährige wurde sie zur Miss Venezia Tridentina gewählt, war 1959 im Finale zur Wahl der Miss Universe und vertrat 1959 Italien beim Wettbewerb zur Miss Europa, wo sie den dritten Platz belegte.
In den 1960er Jahren erhielt sie zahlreiche Rollen in Historienfilmen, Komödien, Krimis und Abenteuerfilmen. Sie verkörperte heimliche Geliebte, gelangweilte Ehefrauen oder Jet-Set-Schönheiten. 1965 scheiterte ihr Versuch, in Feuerball die Rolle zu erhalten, die dann mit Claudine Auger besetzt wurde. Für ihre Nebenrolle in Ti ho sposato per allegria wurde sie 1968 mit dem italienischen Filmpreis Nastro d’Argento ausgezeichnet.
In den 70er Jahren endete Buccellas Filmkarriere weitgehend. Im November 1976 war sie auf der Titelseite des Magazins Playmen und im Juli 1977 auf derjenigen der italienischen Ausgabe des Magazins Playboy zu sehen.

## Filmografie (Auswahl)
- 1951: Le cap de l’espérance
- 1954: Rasputin (Raspoutine)
- 1960: Die Furchtlosen von Parma (La strada dei giganti)
- 1962: Die Zerstörung von Rom (Il crollo di Roma)
- 1964: Wenn das die Männer wüßten (L’idea fissa)
- 1964: Cover Girls – die ganz teuren Mädchen (Cover Girls)
- 1964: Pulverdampf und Diamanten (Le gentleman de Cocody)
- 1965: Spione unter sich (The Dirty Game)
- 1966: Eine Jungfrau für den Prinzen (Una vergine per il principe)
- 1966: Die unglaublichen Abenteuer des hochwohllöblichen Ritters Branca Leone (L’armata Brancaleone)
- 1966: Jagt den Fuchs! (Caccia alla volpe)
- 1966: Seitensprung auf italienisch (Adulterio all’italiana)
- 1967: Geheimnisse in goldenen Nylons (Deux billets pour Mexico)
- 1967: Ich habe dich zum Spaß geheiratet (Ti ho sposato per allegria)
- 1968: Pancho Villa reitet (Villa Rides!)
- 1968: Weiße Westen für Ganoven (Uno scacco tutto matto)
- 1969: Warum läufst du immer nackt herum? (Dove vai tutta nuda?)
- 1969: Kindheit, Berufung und erste Erlebnisse des Venezianers Giacomo Casanova (Infanzia, vocazione e prime esperienze di Giacomo Casanova, veneziano)
- 1970: Der Teufel kennt kein Halleluja (La collera del vento)
- 1971: Das Callgirl und die Liebe (Il provinciale)
- 1972: Gewalt – die fünfte Macht im Staat (La violenza: Quinto potere)